# Trophée Éric Bompard de 2006
Trophée Éric Bompard de 2006 foi a vigésima edição do Trophée Éric Bompard, um evento anual de patinação artística no gelo organizado pela Federação Francesa de Esportes no Gelo (em francês:  Federation Française des Sports de Glace), e que fez parte do Grand Prix de 2006–07. A competição foi disputada entre os dias 17 de novembro e 19 de novembro, na cidade de Paris, França.

## Eventos
- Individual masculino
- Individual feminino
- Duplas
- Dança no gelo

## Medalhistas
| Evento                        | Ouro                                       | Prata                                            | Bronze                                    |
| Individual masculino detalhes | Brian Joubert · França                     | Alban Préaubert · França                         | Sergei Dobrin · Rússia                    |
| Individual feminino detalhes  | Kim Yu-Na · Coreia do Sul                  | Miki Ando · Japão                                | Kimmie Meissner · Estados Unidos          |
| Duplas detalhes               | Maria Petrova · Alexei Tikhonov · Rússia   | Rena Inoue · John Baldwin · Estados Unidos       | Julia Obertas · Sergei Slavnov · Rússia   |
| Dança no gelo detalhes        | Albena Denkova · Maxim Staviski · Bulgária | Isabelle Delobel · Olivier Schoenfelder · França | Federica Faiella · Massimo Scali · Itália |

## Resultados

### Individual masculino
| Pos.              | Nome            | Nacionalidade | Pontos | PC         | PL          |
| ----------------- | --------------- | ------------- | ------ | ---------- | ----------- |
| Medalha de ouro   | Brian Joubert   | França        | 231.08 | 77.35 (1)  | 153.73 (1)  |
| Medalha de prata  | Alban Préaubert | França        | 211.72 | 71.38 (2)  | 140.34 (2)  |
| Medalha de bronze | Sergei Dobrin   | Rússia        | 193.50 | 62.85 (4)  | 130.65 (3)  |
| 4                 | Ilia Klimkin    | Rússia        | 187.16 | 64.80 (3)  | 122.36 (4)  |
| 5                 | Patrick Chan    | Canadá        | 179.92 | 57.82 (6)  | 122.10 (5)  |
| 6                 | Takahiko Kozuka | Japão         | 177.85 | 56.04 (11) | 121.81 (6)  |
| 7                 | Andrei Griazev  | Rússia        | 177.67 | 56.39 (9)  | 121.28 (7)  |
| 8                 | Shawn Sawyer    | Canadá        | 177.51 | 56.54 (8)  | 120.97 (8)  |
| 9                 | Yasuharu Nanri  | Japão         | 173.51 | 56.80 (7)  | 116.71 (9)  |
| 10                | Jérémie Colot   | França        | 166.34 | 56.26 (10) | 110.08 (10) |
| 11                | Jamal Othman    | Suíça         | 159.02 | 59.18 (5)  | 99.84 (11)  |

### Individual feminino
| Pos.              | Nome               | Nacionalidade  | Pontos | PC         | PL         |
| ----------------- | ------------------ | -------------- | ------ | ---------- | ---------- |
| Medalha de ouro   | Kim Yu-na          | Coreia do Sul  | 184.54 | 65.22 (1)  | 119.32 (1) |
| Medalha de prata  | Miki Ando          | Japão          | 174.44 | 65.02 (2)  | 109.42 (2) |
| Medalha de bronze | Kimmie Meissner    | Estados Unidos | 158.03 | 52.56 (4)  | 105.47 (4) |
| 4                 | Joannie Rochette   | Canadá         | 151.52 | 58.92 (3)  | 92.60 (5)  |
| 5                 | Susanna Pöykiö     | Finlândia      | 148.81 | 42.94 (8)  | 105.87 (3) |
| 6                 | Valentina Marchei  | Itália         | 129.73 | 46.02 (7)  | 83.71 (6)  |
| 7                 | Christine Zukowski | Estados Unidos | 123.59 | 47.04 (6)  | 76.55 (7)  |
| 8                 | Anne-Sophie Calvez | França         | 123.26 | 50.96 (5)  | 72.30 (8)  |
| 9                 | Nadège Bobillier   | França         | 109.88 | 40.52 (9)  | 69.36 (9)  |
| 10                | Sonia Radeva       | Bulgária       | 95.74  | 32.34 (11) | 63.40 (10) |
| 11                | Candice Didier     | França         | 91.68  | 32.42 (10) | 59.26 (11) |

### Duplas
| Pos.              | Nome                                 | Nacionalidade  | Pontos | PC        | PL         |
| ----------------- | ------------------------------------ | -------------- | ------ | --------- | ---------- |
| Medalha de ouro   | Maria Petrova / Alexei Tikhonov      | Rússia         | 174.27 | 61.64 (1) | 112.63 (1) |
| Medalha de prata  | Rena Inoue / John Baldwin            | Estados Unidos | 164.73 | 57.44 (2) | 107.29 (2) |
| Medalha de bronze | Julia Obertas / Sergei Slavnov       | Rússia         | 153.55 | 55.30 (3) | 98.25 (3)  |
| 4                 | Elizabeth Putnam / Sean Wirtz        | Canadá         | 151.71 | 53.48 (4) | 98.23 (4)  |
| 5                 | Li Jiaqi / Xu Jiankun                | China          | 134.95 | 51.02 (5) | 83.93 (5)  |
| 6                 | Dominika Piątkowska / Dmitri Khromin | Polônia        | 125.91 | 46.94 (6) | 78.97 (6)  |
| 7                 | Adeline Canac / Maxima Coia          | França         | 117.98 | 44.74 (7) | 73.24 (7)  |
| 8                 | Mélodie Chataigner / Medhi Bouzzine  | França         | 108.85 | 44.36 (8) | 64.49 (8)  |

### Dança no gelo
| Pos.              | Nome                                    | Nacionalidade | Pontos | DC         | DO         | DL         |
| ----------------- | --------------------------------------- | ------------- | ------ | ---------- | ---------- | ---------- |
| Medalha de ouro   | Albena Denkova / Maxim Staviski         | Bulgária      | 197.25 | 38.32 (1)  | 61.15 (1)  | 97.78 (1)  |
| Medalha de prata  | Isabelle Delobel / Olivier Schoenfelder | França        | 194.62 | 37.65 (2)  | 59.25 (2)  | 97.72 (2)  |
| Medalha de bronze | Federica Faiella / Massimo Scali        | Itália        | 176.62 | 33.63 (3)  | 54.76 (3)  | 88.23 (3)  |
| 4                 | Tessa Virtue / Scott Moir               | Canadá        | 160.12 | 31.29 (5)  | 45.08 (8)  | 83.75 (4)  |
| 5                 | Anna Cappellini / Luca Lanotte          | Itália        | 159.77 | 31.18 (6)  | 49.58 (4)  | 79.01 (5)  |
| 6                 | Nóra Hoffmann / Attila Elek             | Hungria       | 155.36 | 30.54 (7)  | 47.93 (6)  | 76.89 (7)  |
| 7                 | Nathalie Péchalat / Fabian Bourzat      | França        | 153.30 | 31.53 (4)  | 49.23 (5)  | 72.54 (8)  |
| 8                 | Pernelle Carron / Mathieu Jost          | França        | 151.93 | 28.73 (9)  | 45.13 (7)  | 78.07 (6)  |
| 9                 | Anastasia Grebenkina / Vazgen Azrojan   | Armênia       | 143.25 | 28.86 (8)  | 42.80 (9)  | 71.59 (9)  |
| 10                | Allie Hann-McCurdy / Michael Coreno     | Canadá        | 132.73 | 25.36 (10) | 41.01 (10) | 66.36 (10) |
| 11                | Huang Xintong / Zheng Xun               | China         | 126.70 | 23.97 (11) | 38.91 (11) | 63.82 (12) |
| 12                | Zsuzsanna Nagy / György Elek            | Hungria       | 123.16 | 22.97 (12) | 36.21 (12) | 63.98 (11) |

## Quadro de medalhas
| Ordem | País           | Medalha de ouro | Medalha de prata | Medalha de bronze |    | Ordem por total |
| ----- | -------------- | --------------- | ---------------- | ----------------- | -- | --------------- |
| 1     | França         | 1               | 2                |                   | 3  | 1               |
| 2     | Rússia         | 1               |                  | 2                 | 3  | 1               |
| 3     | Bulgária       | 1               |                  |                   | 1  | 4               |
| 3     | Coreia do Sul  | 1               |                  |                   | 1  | 4               |
| 5     | Estados Unidos |                 | 1                | 1                 | 2  | 3               |
| 6     | Japão          |                 | 1                |                   | 1  | 4               |
| 7     | Itália         |                 |                  | 1                 | 1  | 4               |
| TOTAL | TOTAL          | 4               | 4                | 4                 | 12 | —               |